# Menhir El Cabezudo

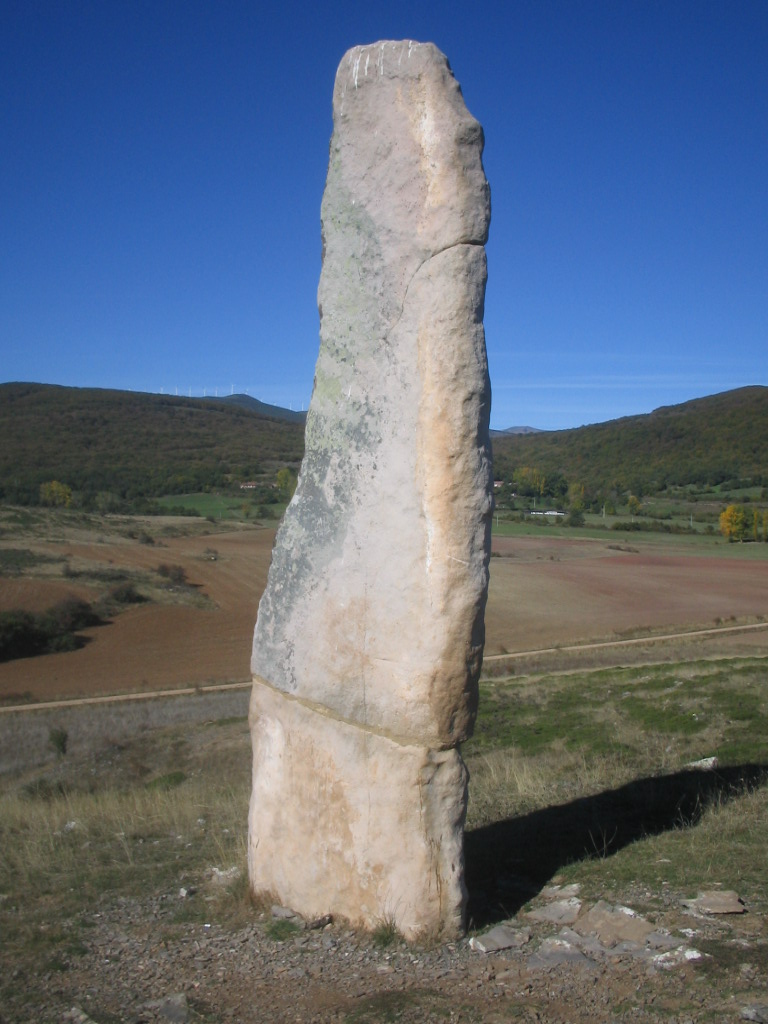
El Cabezudo

Der Menhir El Cabezudo (auch Menhir von Valdeolea genannt) ist ein neolithischer Menhir auf einem Hügel im Weiler El Olmo in der Gemeinde Valdeolea in Kantabrien in Spanien.

## Beschreibung
Der Sandsteinmenhir hat eine Breite von 1,2 m und eine Gesamtlänge von 4,85 m (der sichtbare Teil misst 3,85 m). Er wurde entdeckt, umgeworfen und ist in zwei Stücke zerbrochen. Er wurde wieder hergestellt und an seinem ursprünglichen Platz aufgestellt.
Im Jahre 1994 wurden in Kantabrien 144 Megalithstrukturen erfasst, von denen 13 Menhire waren. Der El Cabezudo ist einer von acht Megalithen in Valdeolea und einer der größten in Spanien. Sein Gewicht wird auf etwa 5,0 Tonnen geschätzt.